# Río Grande (Bolivia)
El río Grande o río Guapay es un largo río amazónico boliviano, un afluente del río Mamoré, que discurre en su mayor parte por el departamento de Santa Cruz, aunque también lo hace como frontera en los departamentos de Chuquisaca y Cochabamba y en la boca es puntualmente límite del departamento del Beni. Tiene una longitud de 1438 km, aunque si se consideran sus fuentes alcanza los 1715 km. Su cuenca drena 101 902 km², una superficie mayor que la de países como Corea del Sur, Hungría o Portugal. 

## Hidrografía
El Río Grande o Guapay nace las confluencias de los ríos Caine y San Pedro (18°25′3″S 65°20′43″O / -18.41750, -65.34528) y discurre en dirección noreste formando frontera entre los departamentos de Chuquisaca - Cochabamba - Santa Cruz en unos 500 kilómetros hasta su entrada en las llanuras en las coordenadas 18°55′39″S 63°25′29″O / -18.92750, -63.42472 donde discurre otros 938 kilómetros en dirección noreste transformándose en un río anastomosado y formando una ancha curva que sirve de límite entre las provincias de Andrés Ibáñez y Chiquitos, finalmente el río Grande desemboca en el río Mamoré (15°48′09″S 64°43′47″O / -15.80250, -64.72972), discurriendo una longitud total de 1.438 kilómetros.